# Ophiochiton lymani
Ophiochiton lymani är en ormstjärneart som beskrevs av Studer 1882. Ophiochiton lymani ingår i släktet Ophiochiton och familjen Ophiochitonidae. Inga underarter finns listade i Catalogue of Life.